# Andaz Apna Apna
Andaz Apna Apna (Hindi: अंदाज़ अपना अपना, andāz apnā apnā; dt.: „Jeder hat seinen eigenen Style“) ist eine Bollywood-Filmkomödie von Rajkumar Santoshi aus dem Jahr 1994.

## Handlung
Prem ist ein Faulpelz und Tagträumer, der schnell reich werden will. Als er erfährt, dass die steinreiche Raveena aus London nach Indien gekommen ist, um einen Ehemann zu finden, beschließt er sein Glück zu versuchen. Auf seinem Weg trifft er im Bus Amar, der auch ein Faulpelz ist und ebenfalls davon träumt, mit Raveena anzubändeln. Als sie herausfinden, dass sie beide dasselbe vorhaben, versuchen sie ständig, sich gegenseitig einen Strich durch die Rechnung zu ziehen. Doch sie wissen nicht, dass Raveena und ihre Sekretärin Karisma die Rollen getauscht haben, weil Raveena die wahre Liebe finden will und nicht nur jemanden, der es auf ihr Geld abgesehen hat.
Um das Vertrauen von Raveenas Vater zu gewinnen, hecken Prem und Amar einen Plan aus. Die beiden wollen ihn erst kidnappen, um ihn dann wieder aus der Gefangenschaft zu retten. Was sie nicht wissen, ist, dass der böse Zwillingsbruders des Vaters auch plant ihn zu kidnappen. Und so schicken Amar und Prem ihre Männer um den reichen Vater zu entführen. Aber die Männer des bösen Zwillingsbruder nehmen den Vater bei der Übergabe mit und Prem und Amar stellen fest, dass sie Raveenas Vater nun wirklich retten müssen.
Nun stellt sich heraus, dass der böse Zwillingsbruder ebenfalls einen Feind hat, Crime Master Gogo. Er hält Raveena, Karisma, ihre Väter und den Zwillingsbruder als Geiseln bei sich fest. Jetzt müssen alle von Amar und Prem gerettet werden, was ihnen dann auch gelingt.

## Auszeichnungen
Der Film war bei den indischen Filmfare Awards in vier Kategorien (Bester Film, Regie, Aamir Khan als bester Hauptdarsteller, Shakti Kapoor als bester Komödiant) nominiert, konnte sich jedoch nicht gegen die Konkurrenz durchsetzen.